# The Anatomy Of
The Anatomy Of è un album tributo del gruppo musicale statunitense Between the Buried and Me, pubblicato nel giugno 2006 dalla Victory Records.

## Tracce
1. Blackened – 6:41 (James Hetfield, Jason Newsted, Lars Ulrich) – Metallica (1988)
2. Kickstart My Heart – 4:55 (Nikki Sixx) – Mötley Crüe (1989)
3. The Day I Tried to Live – 5:30 (Chris Cornell) – Soundgarden (1994)
4. Bicycle Race – 3:10 (Freddie Mercury) – Queen (1978)
5. Three of a Perfect Pair – 4:11 (Adrian Belew, Bill Bruford, Robert Fripp, Tony Levin) – King Crimson (1984)
6. Us and Them – 7:52 (Rick Wright, Roger Waters) – Pink Floyd (1973)
7. Geek U.S.A. – 5:25 (Billy Corgan) – The Smashing Pumpkins (1993)
8. Forced March – 3:52 (Karl Buechner) – Earth Crisis (1995)
9. Territory – 4:50 (Andreas Kisser, Sepultura) – Sepultura (1993)
10. Change – 4:07 (Shannon Hoon) – Blind Melon (1992)
11. Malpractice – 4:02 (Mike Patton) – Faith No More (1992)
12. Little 15 – 4:32 (Martin Lee Gore) – Depeche Mode (1988)
13. Cemetery Gates – 7:05 (Phil Anselmo, Darrell Abbott, Rex Brown, Vinnie Paul Abbott) – Pantera (1990)
14. Colorblind – 3:48 (Adam Duritz, Charlie Gillingham) – Counting Crows (1999)

## Formazione
- Tommy Giles Rogers – voce, tastiera
- Paul Waggoner – chitarra, voce (traccia 10)
- Dustie Waring – chitarra
- Dan Briggs – basso
- Blake Richardson – batteria, percussioni